# Fredriksberg, Ronneby
Fredriksberg i Ronneby är en stadsdel med ursprung i det tidiga 1900-talet med Fredriksbergsskolan i centrum. Stadsdelen ligger sydöst om Ronneby centrum och avgränsas i söder av Blekinge kustbana, i norr av stadsdelen Nya Hulta och i öster av Gamla Hulta. Bebyggelsen i stadsdelen har uppförts och kompletterats i omgångar huvudsakligen från sekelskiftet 1900 och fram till 1940-talet. Bebyggelsens karaktär är mycket blandad där en ursprunglig lågmäld 1800-tals trähusbebyggelse möter påkostade villor i puts med flera våningar. Stadsdelen är i huvudsak belägen på en bergssluttning mot söder vilket ger både utsikt och dramatik till den estetiska upplevelsen av bebyggelsen.